# 新京成電鐵N800型電力動車組
新京成N800型電力動車組（日语：／ Shinkeisei dentetsu N800-gata densha */?）是新京成電鐵的通勤型電力動車組，於2005年投入服務。
首組列車於2005年4月出廠。最初編組的試乘會在5月28日舉行，在29日開始服役。

## 概要
日本車輛製造製造的電聯車。新京成電鐵預計在2007年直入京成千葉線。此外800型以服務超過30年，所以有關方面就決定製造新車輛取代之。
為減低製造成本，所以N800型便以京成3000型作藍本，再配以新京成的塗色。

### 和京成3000型的不同
- 車身顏色
- 貫通門
- 車内扶手環(3000型為圓型，N800型是三角型）
- 關門鈴聲

## 諸元
- 製造年：2005年
- 車輛數：6編成
- 編組：4M2T
- 保安裝置：新京成電鐵、京成電鐵、北總鐵道、京濱急行電鐵、芝山鐵道、都營地下鐵淺草線使用的1號型ATS及C-ATS。

## 連結
- 新京成電鐵N800型的官方網站 （页面存档备份，存于）